# Királyvíz
A királyvíz salétromsav és sósav 1:3 mólarányú elegye. Az elegyhez salétromsav 65-68%-os vizes oldatát és sósav 33-37%-os vizes oldatát használják fel. 
A salétromsav (hétköznapi nevén választóvíz) a nemesfémek közül csak az ezüstöt  képes feloldani, az aranyat és a platinát nem. Így alkalmas az ezüst többi fémtől való hatékony elválasztására. A királyvíz „feljavított” salétromsavként viszont már képes az aranyat és a platinát is oldatba vinni.
A királyvíz készítésénél az alábbi kémiai reakció játszódik le:
{\displaystyle \mathrm {HNO_{3}+3\ HCl=2\ Cl+NOCl+2\ H_{2}O\!} }
A folyamatban naszcensz (atomos állapotú) klór és nitrozil-klorid képződik. Ezek a komponensek támadják meg a nemesfémeket is, és oxidálják a következő reakcióegyenletek szerint:
{\displaystyle \mathrm {Au+2\ Cl+NOCl+HCl=H[AuCl_{4}]+NO\!} }
{\displaystyle \mathrm {Pt+3\ Cl+NOCl+2\ HCl=H_{2}[PtCl_{6}]+NO\!} }

## Tulajdonságok

Nitrozil-klorid képe

Királyvíz képe

A királyvíz kémiailag nehezen határozható meg, mert vizes oldatokból létrehozott vizes oldat. Moláris összetétele 1:3 ugyan, de térfogati összetétele változó. Ennek magyarázata, hogy különféle összetételi arányú savakból készíthető, amelyeknek emiatt eltérő lehet a sűrűsége. A salétromsav és a sósav is tartalmaz vizet (hiszen vizes oldat), és elegyítésük során létrejövő reakciótermékek egyike a víz. Ezért térfogati összetételéül 3 és 4 közötti számokat szokás megadni. Egyik változata nitril-klorid néven ismeretes. Optikai törésmutatója 1,405, felületi feszültsége 36,1 mN/cm, moláris térfogata 52,7 cm³/mol. A Chemical Abstract Service (CAS) kémiai anyagként tartalmaz bejegyzést a királyvízre. Moláris tömege ClHNO2 változatban 82,46644 g/mol; máshol ClH2NO3-ként 99,43378 g/mol. Az eltérés magyarázata, hogy különállónak tekintik a salétromsav- és a sósav-molekulát, vagy a nitrozil-klorid változatban a nitrogén közvetlenül kötődik a klórhoz.

## Nevének eredete
A királyvíz a latin aqua regia vagy aqua regis kifejezések tükörfordítása. A regia, azaz „királyi” jelző arra utal, hogy az aranyat is képes oldani. Az eredendően vizet jelentő aqua a középkori vegyészetben homályos értelemben használt fogalom volt, elsősorban lepárlással előállított folyadékokat jelentett. Például: aqua fortis („erős víz” – salétromsav), aqua ardens („égő víz”, alkohol), aqua vitae („az élet vize”, gyógyszerészeti alkohol). Az aqua fortis-ból szalmiáksó hozzáadásával előállított aqua regia első említése a 13. századból származik.

## Érdekesség
Stephan Schwarz írja A palackozott Nobel-díj érmek című cikkében Hevesy Györgyre hivatkozva, hogy 1940-ben Nobel-díj érmeket  oldottak fel királyvízben.
A történet szereplői valamennyien Niels Bohr intézetében dolgoztak Koppenhágában. A Nobel-díjasok (Max von Laue és James Franck) a díjjal járó arany érmeket el akarták rejteni a bevonuló németek elől. Szóba került az elásásuk, ám Hevesy javaslatára inkább feloldották azokat királyvízben és az oldatokat a laboratóriumi palackok között tárolták egészen a háború végéig. Koppenhága felszabadulása után sikerült visszanyerniük a palackokból az aranyat, amelyből 1950-ben a Nobel-díj-bizottság újraverette számukra az érmeket. Három évvel a koppenhágai eset után, 1943-ban, Hevesy is elnyerte a Nobel-díjat és a vele az arany érmet.

## Megjegyzések

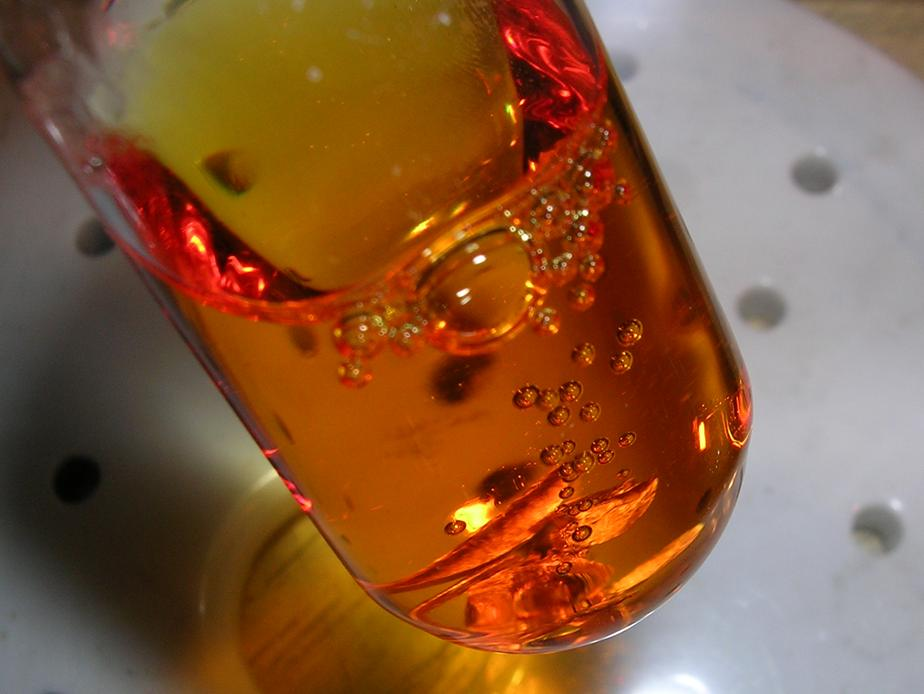
Platina oldódása forró királyvízben